# Бовизио-Машаго
Бовизио-Машаго (итал. Bovisio-Masciago) је насеље у Италији у округу Монца и Бријанца, региону Ломбардија.
Према процени из 2011. у насељу је живело 16542 становника. Насеље се налази на надморској висини од 190 м.

## Становништво
| 1931. | 1936. | 1951. | 1961. | 1971.  | 1981.  | 1991.  | 2001.  | 2011.  |
| ----- | ----- | ----- | ----- | ------ | ------ | ------ | ------ | ------ |
| 5.364 | 5.792 | 7.115 | 8.923 | 11.082 | 11.089 | 11.994 | 13.367 | 16.598 |